# Bengt Janzon
Bengt Janzon, född 23 april 1913 i Gävle, död 12 februari 1997 i Stockholm, var en svensk journalist, informatör, skådespelare, manusförfattare och regissör. Han kallades ibland Bengt "Väckarklockan" Janzon.
Janzon växte upp i Värmland och från tolvårsåldern i Stockholm. Under gymnasietiden i Norra Latin ägnade han sig åt teater och kom därefter till filmen där han började som regiassistent hos Lorens Marmstedt. Fram till slutet av 1940-talet arbetade han med många filmproduktioner som manusförfattare, produktionsledare och regissör.
Senare vände han sig till journalistiken och skrev bland annat i Expressen 1950–53 under rubriken Janzons frestelser. På Svenska Dagbladets Marginalen-sida gjorde han spalten I vimlet mellan 1954 och 1956.
Janzon ledde radioprogrammet Väckarklockan på måndagsmorgnar 1951–53, där han spelade grammofon och via telefon pratade med kända personer. Det var från detta program han fick sitt smeknamn hos publiken. Första halvan av 1954 ledde han lördagsunderhållningen Morronkvisten på radion.
Åren 1956–58 var han reklam- och presschef på Kungliga Operan innan han som "manager" följde med sin nya hustru, den amerikanska operasångerskan Mattiwilda Dobbs, till olika scener i världen.
Under 1960-talet började han intressera sig för social- och sjukvårdsfrågor, och utsågs 1967 till chef för informationsavdelningen på Medicinalstyrelsen (från 1968 Socialstyrelsen) där han förblev till sin pensionering 1979.
Janzon var gift tre gånger, sista gången från 1957 fram till sin död med operasångerskan Mattiwilda Dobbs. Han är begravd med sina föräldrar på Norra begravningsplatsen utanför Stockholm.

## Filmografi (urval)
Regi
- 1940 – En dag med Kungen (kortdokumentär), med Lennart Bernadotte
- 1943 – Vi mötte stormen
- 1943 – Härlig är jorden
- 1945 – Trötte Teodor
- 1947 – Jens Månsson i Amerika

Filmmanus
- 1940 – En dag med Kungen (kortdokumentär), med Lennart Bernadotte
- 1942 – Lyckan kommer
- 1943 – Lille Napoleon
- 1943 – Vi mötte stormen
- 1944 – Lev farligt
- 1944 – Vändkorset
- 1947 – Jens Månsson i Amerika

Roller
- 1933 – Kanske en diktare (även regiassistent)
- 1942 – Lyckan kommer
- 1943 – Vi mötte stormen

## Utmärkelser
- 1945 – Riddare av 1. klass av Vasaorden.[10]

### Fotnoter
1. ↑  ”Bengt Janzon”. Svensk Filmdatabas. https://www.svenskfilmdatabas.se/sv/Item/?type=person&itemid=59781. Läst 14 februari 2025.
2. ↑  "Janzons frestelser" Expressen 1950–51 (KB).
3. ↑  "med Bengt Janzon" Svenska Dagbladets arkiv 1954–56.
4. ↑  "Väckarklockan" radiotablå Hudiksvallstidningen 1951–53 (KB).
5. ↑  "Morronkvisten" radiotablå Sölvesborgstidningen 1954 (KB).
6. ↑  "Janzon, Bengt" Myggans Nöjeslexikon, Bra Böcker 1991.
7. ↑  "Janzon, Bengt 1913-1997" på Libris (bibliotekskatalog).
8. ↑  "Svenska tidningar" Kungliga Biblioteket.
9. ↑  "Janzon, BENGT Svenska Gravar.
10. ↑  "Höstens ordensregn" Svenska Dagbladet 16 november 1945 (KB).